# عمر إل. هيرست
عمر إل. هيرست هو سياسي أمريكي، ولد في 30 أغسطس 1913 في Annandale, Virginia ‏ في الولايات المتحدة، وتوفي في 29 يوليو 2003 في مقاطعة أرلنغتون في الولايات المتحدة. نشط حزبياً في الحزب الديمقراطي. وقد انتخب عضو مجلس ولاية فرجينيا ‏.